# Barasat
Barasat (Bengalisch: বারাসাত, Bārāsāt; auch বারাসত, Bārāsat) ist eine Stadt im indischen Bundesstaat Westbengalen. Sie hat etwa 280.000 Einwohner (Volkszählung 2011) und ist Sitz der Verwaltung des Distrikts Uttar 24 Pargana. Seit 1869 ist Barasat Stadt.
Barasat liegt im Großraum Kolkata, acht Kilometer nordöstlich des Kolkataer Flughafens in Dum Dum. Es hat eine durchschnittliche Höhe von drei Metern ü. NN.
Im Ort kreuzen sich der National Highway 34 (Richtung Krishnanagar) und der National Highway 35 (Richtung Jessore, Bangladesch).
In Barasat kultivierten die ersten britischen Siedler die Indigopflanze in Indien und es befindet sich dort auch die erste Anlage zu Indigogewinnung (Nilkuthi). Neben Lord Hastings’ Bungalow gehören auch die Ashrams von Pranabananda, Prabhu Jagadbandhu, Shibananda Dham und die jährliche Feier für den Moslem-Heiligen Hazarat Ekdil Shah zu den Sehenswürdigkeiten des Ortes.